# Сидение на корточках

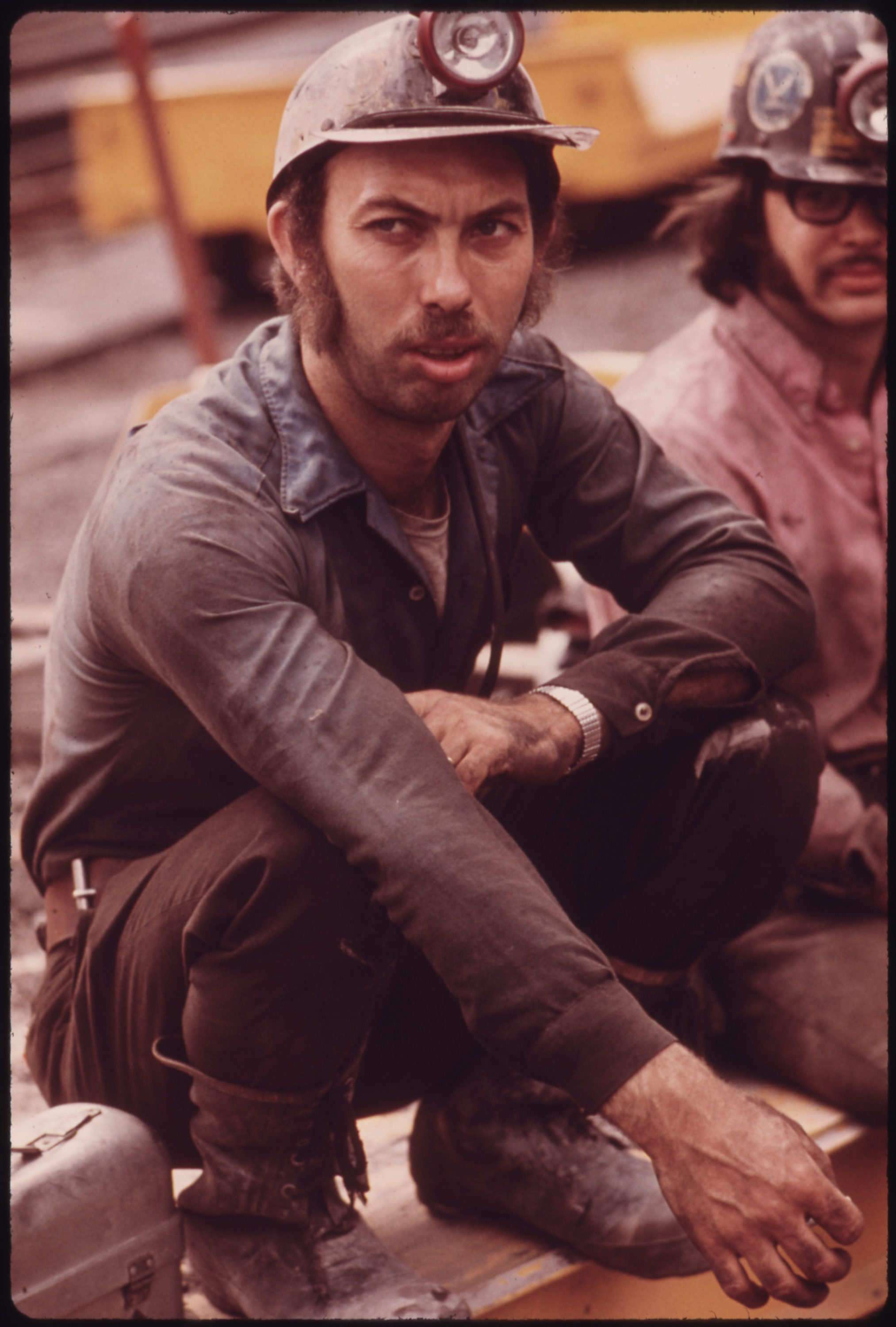

Сидение на корточках — поза, при которой человек сидит, не имея опоры под ягодицами, согнув колени и опираясь на стопы.

## Употребление
Поза обычно принимается на отдыхе или во время дефекации. Женщины, кроме того, могут сидеть на корточках во время мочеиспускания, родов или полового акта. Сидение на корточках применяется в качестве упражнения в йоге (en:Malasana) и некоторых восточных единоборствах.
Феномен сидения на корточках исследовал Марсель Мосс. Он обратил внимание на то, что популярность данной позы обусловлена возрастом (дети принимают её чаще, чем взрослые) и культурной принадлежностью (обычай сидеть на корточках исчезает по мере развития общества). Математик В. А. Успенский, как и Мосс, высоко оценивает пользу этой техники и предлагает включить её в программу школьного образования.
Распространена привычка сидения на корточках у гопников.

## Побочные эффекты и противопоказания
По утверждению некоторых медиков, сидение на корточках может спровоцировать гастроэзофагеальную рефлюксную болезнь или разрыв мениска. Больным остеоартритом поза противопоказана.